# Adam Lowe
Adam Lowe (Leeds, 1985) é um escritor, artista, professor e editor de livros performático britânico de Leeds, embora atualmente viva em Manchester. Ele é o poeta laureado do Mês do Orgulho LGBT+ do Reino Unido e foi o poeta de Yorkshire em 2012 (o poeta selecionado do condado para as Olimpíadas de 2012). Ele escreve poesia, peças de teatro e ficção, e ocasionalmente se apresenta como Beyoncé Holes.

## Biografia
Adam Lowe é descendente de negros caribenhos (São Cristóvão), britânicos e irlandeses. Ele é filho da Conselheira Alison Lowe e, assim como ela, formou-se em bacharelado e mestrado pela Universidade de Leeds. Atualmente ele está cursando doutorado na Universidade de Manchester. Sua família foi tema da novela documental Family Life (Lion TV) da ITV em 1999. Ele se descreve como gênero fluido, mas usa principalmente os pronomes ele/seu, exceto quando está desempenhando uma figura feminina em espetáculo (drag queen).

## Escritor e editor de livros performático
Adam Lowe escreve sobre deficiência, experiências LGBT+, as vidas de comunidades miscigenação / negras britânicas e as intersecções entre elas.
Lowe é o primeiro poeta laureado do Mês do Orgulho LGBT+ do Reino Unido; fundou e dirige o Young Enigma, um projeto de desenvolvimento de escritores para jovens escritores; é editor-chefe da Vada Magazine e da Dog Horn Publishing; e é diretor de publicidade da Peepal Tree Press.
Lowe se apresentou em todo o mundo, em vários locais, festivais e conferências, incluindo a Commonword Black and Asian Writers Conference, e é presidente da instituição de caridade Black Gold Arts. Ele é um defensor dos direitos LGBTQ+ e faz parte do comitê de gestão da Schools OUT UK, a instituição de caridade que fundou o Mês do Orgulho LGBT+ no Reino Unido.
Ele foi editor de artigos da Bent Magazine e editor de uma revista de ficção especulativa chamada Polluto.
Em 2010, ele foi escritor residente no I Love West Leeds Arts Festival em Armley, a área onde foi criado como filho de um vereador local. Ele estudou com Madani Younis no Freedom Studios em Bradford. Ele também foi anunciado como finalista do 22.º Prêmio Lambda Literary com sua novela Troglodyte Rose (mais tarde, uma seleção do livro seria uma história apresentada no Wattpad, obtendo mais de 190 mil leituras).
Em 2011, Lowe foi escritor associado no West Yorkshire Playhouse e fez parceria com a compositora Nikki Franklin para Leeds Lieder + no Leeds College of Music, antes de as duas colaborarem em um novo trabalho, "Maria", para a BBC Singers.
Em 2012, seu panfleto Precocious (Fruit Bruise Press) foi uma indicação dos leitores para o First Book Prize, do jornal The Guardian, que a publicação descreveu como "Uma imagem vívida de emoções, profundamente sentidas, mas com uma visão clara das maneiras como nós, humanos, vivemos, amamos e às vezes traímos". Ele também teve uma residência no Zion Arts Centre.
Naquele ano, ele foi o poeta de Yorkshire para a lista dos 12 Poetas de 2012, celebrando as Olimpíadas de 2012 e a Olimpíada Cultural de 2012, onde visitou o boxeador Anthony Ogogo em uma sessão de treinamento para inspirar a escrita de um poema com tema olímpico para o Parque Olímpico Rainha Isabel. O poema final foi interpretado pelo Voice of the Balls do National Lottery Draw Show, Alan Dedicoat, no National Lottery Plot no Parque Olímpico em 3 de setembro de 2012. Lowe encerrou o ano com a inclusão no livro Chorus: A Literary Mixtape da MTV Books, editado por Saul Williams e Dufflyn Lammers.
Em 2013, ele foi anunciado como um dos 10 "poetas avançados" negros e asiáticos para The Complete Works II (fundado por Bernardine Evaristo) com Mona Arshi, Jay Bernard, Kayo Chingonyi, Rishi Dastidar, Edward Doegar, Inua Ellams, Sarah Howe, Eileen Pun e Warsan Shire, o que resultou na antologia Ten: The New Wave, editada por Karen McCarthy Woolf. Ele foi orientado no programa por Patience Agbabi. Ele também foi incluído na lista dos "20 escritores com menos de 40 anos" de Leeds para o LS13 Awards, onde Lowe foi dado como um exemplo de "abordagem não conformista e inovadora para escrever em Leeds".
Em 2014, desenvolveu um projeto de apresentação solo, Ecstasies, que começou no Queer Contact do Contact Theatre. Ele cantou um poema sobre pegação para o 4thought.tv no Canal 4.
Em 2015, seu poema Polari "Vada That" foi indicado como Poema da Semana do jornal The Guardian. Sua peça Friend Roulette ficou em cartaz por uma semana no Amersham Arms em Londres. A peça recebeu uma avaliação de quatro estrelas no Theatre Bubble, descrevendo a peça como "um comentário sobre o aplicativo da vida real, Grindr, onde os usuários se encontram para sexo e encontros casuais. A intensidade dos encontros que só podem ser virtuais e, portanto, 'não reais'".The Guardian referiu-se à curta peça, na forma publicada, como "uma bela peça".
Em 2017, se apresentou com a compositora Nikki Franklin no Speaker 's Chambers da Câmara dos Comuns para o Mês do Orgulho LGBT.
Em 2018-2019, participou da exposição Windrush Stories da Biblioteca Britânica, cantando um poema baseado na Pai-nosso.
Em 2019, seu poema 'Bone Railroad', sobre a escravidão e a travessia do Atlântico, foi indicado como Poema da Semana pelo The Yorkshire Times.
Em 2021, contribuiu com um poema chamado "Writing Myself in History" e fez uma dublagem de "Us" de Regina Spektor para Museu de Manchester, como parte do Mês do Orgulho. O poema e a performance exploram ideias de queering do arquivo e de propriedade contestada. Como Beyoncé Holes, ele também se apresentou no evento Manchester Pride at Home com Cheddar Gorgeous, fazendo um número inspirado em #BlackLivesMatter para "Sinnerman" de Nina Simone.
Em junho de 2022, Lowe se apresentou no Royal Albert Memorial Museum and Art Gallery em Exeter com Mona Arshi, Victoria Adukwei Bulley, Fred D'Aguiar, Jennifer Lee Tsai, Shivanee Ramlochan, Jacob Sam-La Rose, John Siddique, Yomi Sode e Yusra Warsama como parte da colaboração My Words com o Museum of Colour, com curadoria de Melanie Abrahams. Os poetas foram acompanhados por música ao vivo e vocais de Randolph Matthews. Como parte do programa My Words, Lowe também contribuiu com um poema chamado "Seasoning" para o Museu da Cor, inspirado por um conjunto de correntes usadas no comércio transatlântico de africanos escravizados.
Em outubro de 2022, ele editou a antologia The World Reimagined, com 30 poetas, incluindo Anthony Joseph, Benjamin Zephaniah, Dorothea Smartt, John Agard, Karen McCarthy Woolf, Kadija Sesay, Khadijah Ibrahiim, Malika Booker, Marvin Thompson, Otis Mensah, Raymond Antrobus, Shara McCallum, Shivanee Ramlochan, Tanya Shirley, entre outros. O livro foi publicado pela The World Reimagined, uma instituição de caridade de educação artística que "existe para transformar nossa compreensão do comércio transatlântico de africanos escravizados".
Em dezembro de 2022, Lowe foi coautor do artigo científico "O que os profissionais de atenção primária precisam saber sobre a nova diretriz do NICE para encefalomielite miálgica/síndrome da fadiga crônica em adultos" (em inglês: What Primary Care Practitioners Need to Know about the New NICE Guideline for Myalgic Encephalomyelitis/Chronic Fatigue Syndrome in Adults) no periódico Healthcare, escrevendo como leigo com experiência vivida de EM/SFC.
Em 2023, a Peepal Tree Press publicou a coleção de poesia de estreia (completa) de Lowe, Patterflash, como "[uma] coleção [que] conecta o poeta como um observador irônico e humano da cena, particularmente como conduzida em Manchester, e a persona de 'Adam Lowe' como ator e narrador de seus próprios dramas, que atua, exulta e às vezes sofre em uma ampla gama de disfarces e aparências." A coleção inclui vários poemas em Polari.
Em 2023, Lowe foi anunciado como um dos autores presentes no Bocas Lit Fest em Trinidad (o primeiro festival totalmente presencial em quatro anos). Ele deu um workshop sobre intimidade na poesia, bem como uma leitura com Andre Bagoo e Padraig Regan.
Em 2024, Patterflash foi indicado para o Prêmio Polari First Book.

## Recepção literária
Patience Agbabi disse sobre a coleção de estreia de Lowe, Patterflash: "Efervescente com velocidade verbal, zumbindo com insinuações e percepções, muitas vezes conciso, às vezes pungente, Patterflash é uma canção de amor à linguagem. Adam Lowe alterna brilhantemente entre os registros, do Polari ao vernáculo de Yorkshire e tudo o que há entre eles. O efeito é emocionante. Esta estreia única exige uma ovação de pé. Eu adorei!".
Andrew McMillan descreveu-o como: "Uma coleção de hinos queer extáticos que nos conduzem por Leeds, por Manchester, com a linguagem única de ser jovem e queer no norte."
Carol Rumens, do jornal The Guardian, definiu Adam Lowe como um "escritor jovem versátil e amplamente publicado".
Em 2012, os leitores do Prêmio First Book do The Guardian  descreveram o livro de Lowe "Precocious" como "Uma imagem vívida de emoções, profundamente sentidas, mas com uma visão clara das maneiras como nós, humanos, vivemos, amamos e às vezes traímos".
Em 2013, Lowe foi dado como exemplo de "abordagem não conformista e inovadora da escrita em Leeds" ao reconhecer seu trabalho no LS13 Awards.
Em 2014, Sohini Basak, da Sabotage Reviews, escreveu sobre os poemas de Lowe em Ten: The New Wave, com coautira de Karen McCarthy Woolf (Bloodaxe): "Adam Lowe também funde o então com o agora, retrabalhando Safo, histórias da Bíblia e da Babilônia perfeitamente, em narrativas subversivas, reivindicando-as como pontos pessoais e políticos de protesto."
Em 2015, uma crítica de quatro estrelas de sua peça "Friend Roulette" no Theatre Bubble disse: "Friend Roulette do escritor LGBT Adam Lowe, dirigido por Rachel Owens, lança luz sobre uma amizade gay que é empurrada pela (...) sociedade? inibições? medo? para os limites de uma sala de bate-papo (Friend Roulette). Mas também pode ser um comentário sobre o aplicativo da vida real, Grindr, onde os usuários se encontram para sexo e encontros casuais. A intensidade dos encontros que só podem ser virtuais e, portanto, 'não reais' para um dos amigos, interpretado por Robert Wallis, faz com que ele se liberte para o mundo real, deixando seu amigo da internet Jonathan Woodhouse, preso no inferno de uma sala escura." The Guardian se referiu à curta peça, em forma publicada, como "uma bela peça que [o crítico] ficou muito impressionado".
Em 2018, a poetisa Shivanee Ramlochan escreveu sobre o poema de Lowe "Traces of Invasion" em seu site Novel Niche: "Lowe nos serve essas fatias de revelação, de amarga decepção e satisfação salgada: limpas, claras e bem entre os olhos. Não é fácil para um poema fazer isso, enrolar-se em você sem o artifício comumente percebido do aparato poético."
Em uma crítica de 2019 para o The Yorkshire Times, Steve Whitaker escreve sobre a elegia da Passagem do Meio de Lowe: "O métier de Kennaway é reinventado no belo poema de comemoração restauradora de Adam Lowe, 'Bone Railroad'".
A Publishers Weekly, ao analisar More Fiya, refere-se aos vários poemas da antologia como "a 'coisa engraçada' que Adam Lowe chama de desejo — complexo, surpreendente e radical tanto no tema quanto na estrutura, e completo em seus momentos de fragilidade e força".
A poetisa Safiya Kamaria Kinshasa disse sobre um dos poemas de Lowe em Filigree: "Estou impressionada com 'Boy-Machine', eu estava me inclinando para a beirada da minha cadeira, desejando que o voo desta alma corajosa terminasse em um resultado mais satisfatório do que o de Ícaro. A narrativa é de tirar o fôlego, eu podia sentir meus ossos consultando meu DNA para negociar se eu poderia criar asas por um breve momento. Meus ossos se acomodaram para uma releitura."
Em 2023, Lloyd (Meadhbh) Houston escreveu, para o The Times Literary Supplement, sobre um dos poemas de Lowe na antologia 100 Queer Poems: "'Vada That' de Adam Lowe (...) ressuscita exuberantemente o extinto criptoleto queer Polari para oferecer um retrato de uma 'bimbo de masculinidade' de pegação para o 'trabalho sexual'".
O Forward Book of Poetry inclui o trabalho de Adam Lowe como um poema "altamente recomendado".

## Compositor
Em 2006, Lowe escreveu a letra e executou os vocais para um single de hard house / trance chamado 'Some Justice' com DJ GRH e Paul Maddox.

## Ensino e mentoria
Lowe deu aulas na The Poetry School, English PEN, na Universidade de Leeds e na University of Central Lancashire.
Por meio da Young Enigma, ele trabalhou e apoiou escritores como Andrew McMillan e Afshan D'souza Lodhi. Os jovens escritores do Enigma se apresentaram ao lado de Patience Agbabi, Gerry Potter e Jackie Kay.
Ele foi um facilitador da Slate para o Eclipse Theatre, defendendo artistas BAME na Grande Manchester; e atualmente é presidente da Black Gold Arts, uma instituição de caridade que principalmente orienta e apoia artistas QTIPOC na Grande Manchester.

## Prêmios e honrarias
- 2023: Poetry Book Society, em destaque por Patterflash, verão de 2023[58]
- 2013: Poeta Laureado do Mês do Orgulho LGBT+
- 2013: Prêmios LS13: '20 melhores escritores com menos de 40 anos' em Leeds[28]
- 2012: Poeta de Yorkshire do ano de 2012

## Obras publicadas
- The Forward Book of Poetry 2024 (em inglês, Faber & Faber, 2024)
- Patterflash (em inglês, Peepal Tree Press, 2023)[11]
- The World Reimagined, editado por Adam Lowe (em inglês, The World Reimagined, 2022)
- 100 Queer Poems, coautoria de Mary Jean Chan e Andrew McMillan (em inglês, Vintage, 2022)
- More Fiya: A New Collection of Black British Poetry, coautoria de Kayo Chingonyi (em inglês, Canongate, 2021)
- Magma 75: The Loss Issue, coautoria de Adam Lowe e Yvonne Reddick (em inglês, Magma Poetry, 2019)
- Best British Poetry 2015, coautoria de Roddy Lumsden (em inglês, Salt Publishing, 2015)
- SPOKE: New Queer Voices, como editor (em inglês, Fruit Bruise Press, 2015)
- Ten: The New Wave, coautoria de Karen McCarthy Woolf (em inglês, Bloodaxe Books, 2014)
- LS13: A New Generation of Leeds Writers, coautoria de Wes Brown (em inglês, Valley Press, 2013)
- Black and Gay in the UK, coautoria de John R. Gordon e Rikki Beadle Blair (em inglês, Team Angelica Publishing, 2014)
- Best New Writing 2012: The Winners of the Eric Hoffer Prize for Prose (em inglês, Hopewell Publications, 2012)
- Precoce (em inglês, Fruit Bruise Press, 2012)